# Yo no sé qué me han hecho tus ojos
Yo no sé qué me han hecho tus ojos es una película documental de Argentina filmada en colores dirigida por Lorena Muñoz y Sergio Wolf sobre su propio guion que se estrenó el 4 de diciembre de 2003.

## Sinopsis
Documental sobre la vida de la cancionista Ada Falcón, que estando en pleno éxito como estrella de la orquesta de Francisco Canaro, de quien era su amante, se retiró en 1942 a vivir en  en Salsipuedes, en las sierras de Córdoba y, al morir esta, se internó en un hogar de ancianos dirigido por monjas  ubicado en la localidad de Molinari, a unos 5 kilómetros de Cosquín donde falleció en 2002.

## Entrevistados
Aparecen en el filme:
- Ada Falcón…Cantante protagonista del documental
- Aníbal Ford…Investigador especializado en medios de comunicación.
- Rolando Goyaud… periodista y escritor argentino, especializado en historia y museología,
- José Martínez Suárez…Director de cine
- Miguel Ciacci…Periodista de la provincia de Córdoba.
- Sergio Wolf…Crítico de cine coguionista y codirector del filme

## Comentarios
José María Otero en el sitio web tangos al bardo escribió:

”Lorena Muñoz y Sergio Wolf realizan el necesario y obligado reconocimiento y seguimiento de sus pasos en este mundo. Buscando su rastro en aquel rincón apartado del mundano ruido, tratando de pegar los diseminados fragmentos de la imagen de este desdichado personaje, intentando bucear en sus encantos y sus miserias. Y lo consiguen con este filme que lleva el nombre del valsecito de Francisco Canaro, que escribe para ella como testimonio de su profundo amor…. este filme que nos traerá tantos recuerdos. Y nos removerá por la fatuidad del tiempo y la gran historia que Ada, la que fuera gran diva del tango en toda su peripecia existencial.

Raúl Manrupe opinó sobre el filme:

”…ella vuelve a estar en los diarios y en el comentario de esas personas que tal vez hasta aquí poco sabían de ella. Un dulce cierre de una carrera. Y un prometedor comienzo de las de Muñoz y Wolf.”

## Premios y nominaciones
La película fue galardonada con los siguientes premios y nominaciones, encomún para ambos directores:
Asociación de Cronistas Cinematográficos de la Argentina Premios 2003
- Ganadora del Premio Cóndor de Plata al Mejor Documental
- Nominada al Premio Cóndor de Plata al Mejor Videofilm Argentino
- Ganadora del Premio FIPRESCI en la muestra paralela “por la lúcida y apasionada recuperación de una legendaria  figura de la cultura popular argentina, que se convierte en un acto de resistencia frente a la pérdida de la memoria colectiva.”

Premios Clarín al Entretenimiento 2004
- Ganadora del Premio a la Mejor Película  Documental

Festival Internacional del Nuevo Cine Latinoamericano de La Habana 2003
- Ganadora del  Tercer Premio Gran Coral en el rubro Documentales
- Ganadora de una mención especial en la sección Documentales de la Memoria